# Aoyama Kumaji

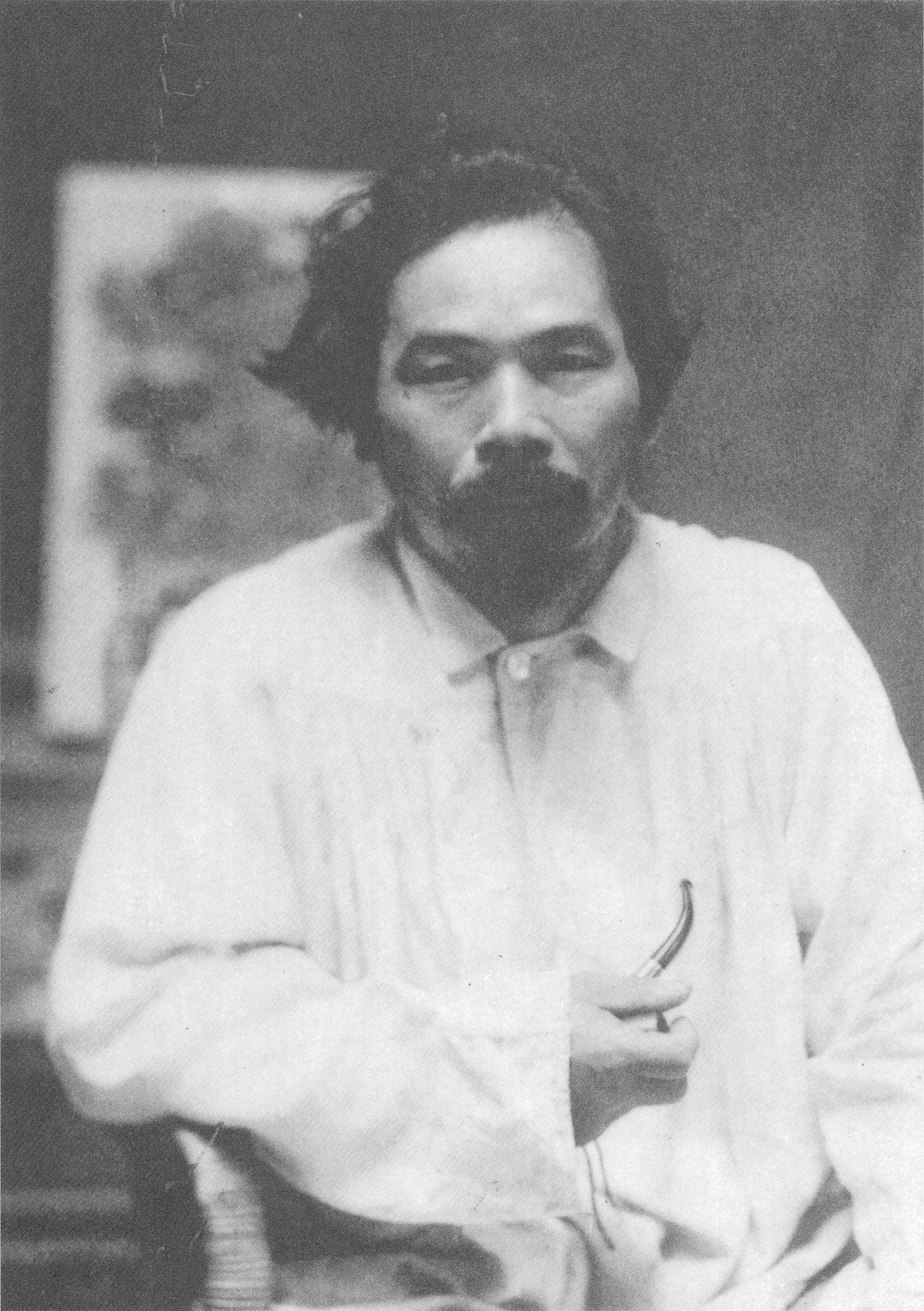
Aoyama Kumaji

Aoyama Kumaji (japanisch 青山 熊治; geboren 22. Mai 1886 in Ikuno (heute Stadt Asago), Präfektur Hyōgo; gestorben 11. Dezember 1932 ebenda) war ein japanischer Maler der Yōga-Richtung während der Meiji-, Taishō- und frühen Shōwa-Zeit.

## Leben und Werk
Aoyama Kumaji ging nach Schulabschluss ins Kansai-Gebiet, dann nach Tokio. Wie seine älteren Kollegen, die auch aus Ikuno stammten, Shirataki Ikunosuke (白瀧幾之助; 1873–1960) und Wada Sanzō, studierte er ab 1903 Malerei in an der Kunsthochschule Tokio, der Vorläufereinrichtung der heutigen Geidai, und zwar unter Takagi Haisui (高木背水; 1877–1943). 1907 zeigte er auf der Gewerbeausstellung in Tokio (東京勧業博覧会, Tōkyō kangyō hakuranjai) das Bild „Alter Bergmann“ (老坑夫; Rōkōfu) und gewann damit einen 2. Preis. 1920 zeigte er auf der 13. Ausstellung der Hakuba-Gruppe (白馬会) das Bild „Ainu“ (アイヌ) und gewann den Preis des Vereins. Im selben Jahr konnte er auf der „Bunten“ das Bild „Neunundneunzig Meilen“ (九十九里, Kujūkuri) und im folgenden Jahr den „Buddha“ (金仏, Kanabutsu) ausstellen, die beide ebenfalls mit einem Preis ausgezeichnet wurden.
Als junger Künstler war er zwar bereits erfolgreich, wollte aber weiterbilden und reiste er 1913 von Dalian aus auf dem Landweg über Sibirien nach Europa. Dort besuchte er verschiedene Länder und malte unter großen Anstrengungen, bis er 1922 nach Japan zurückkehrte. Er stellte nun auf der Nachfolgereinrichtung der Bunten, der „Teiten“ (帝展) aus, so 1932 das Bild „Netz auswerfen“ (投網, Toami), wirkte auch als Berater für die Ausstellung. In der Zeit arbeitete er an einem Wandbild für die Ingenieurs-Fakultät der Universität Kyūshū, das er aber nicht vollenden konnte.

## Bilder

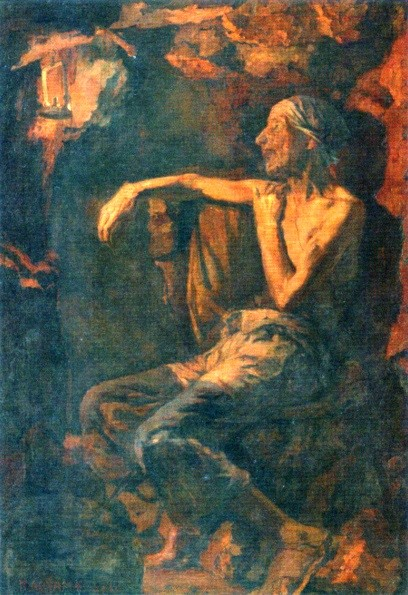
Alter Bergmann, 1907
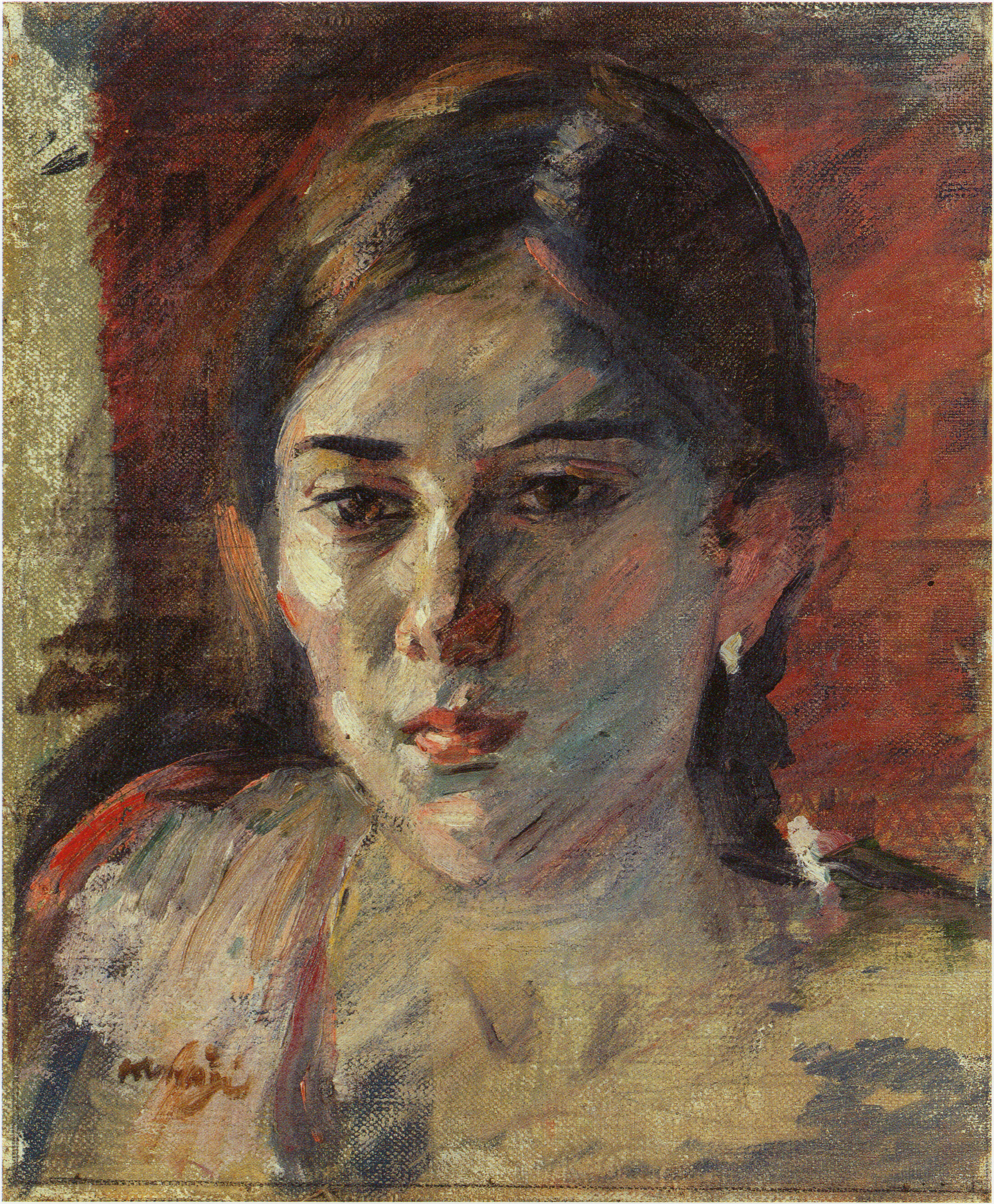
Junge Russin, 1915
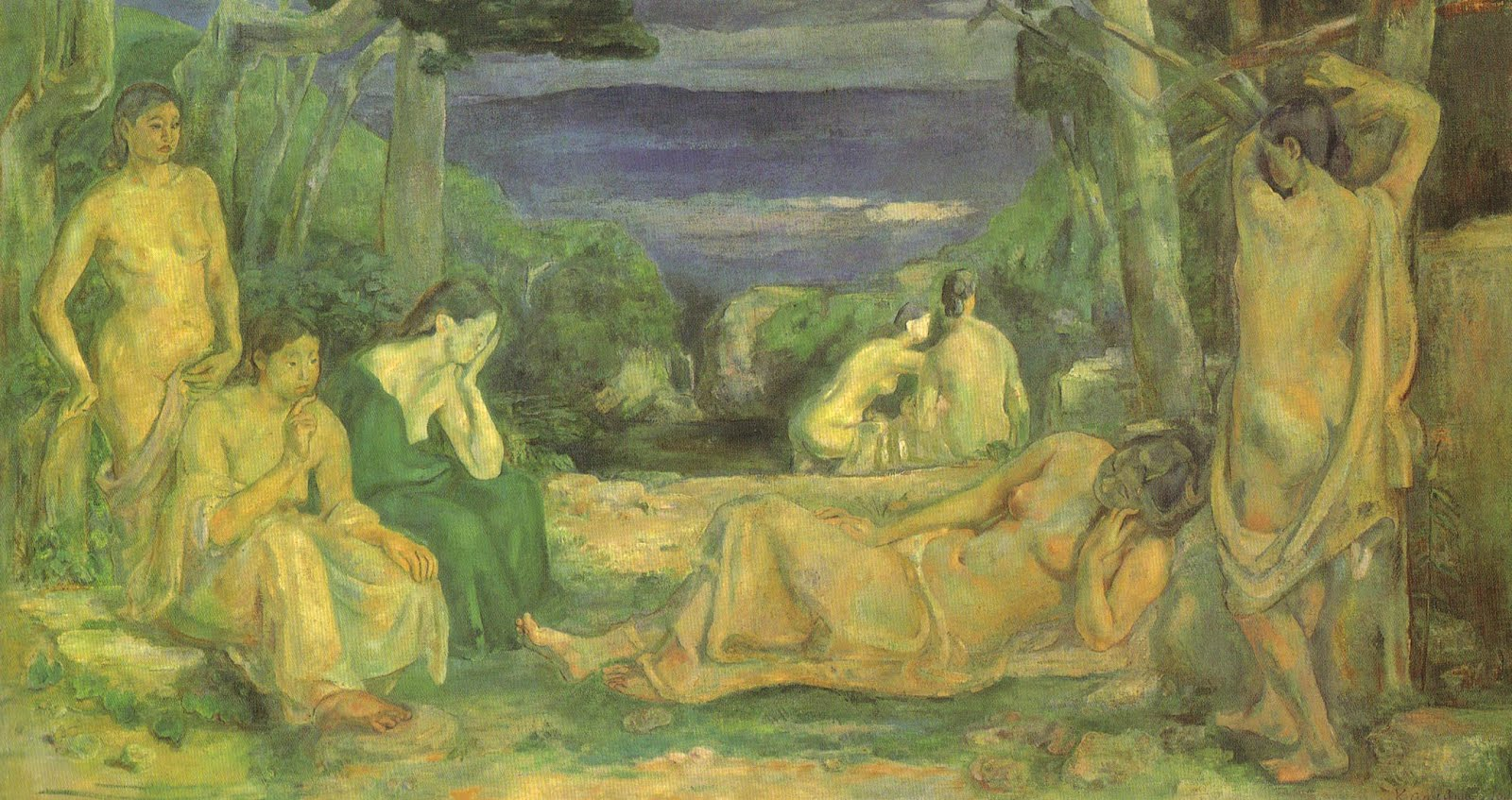
Auf der Hochebene, 1926
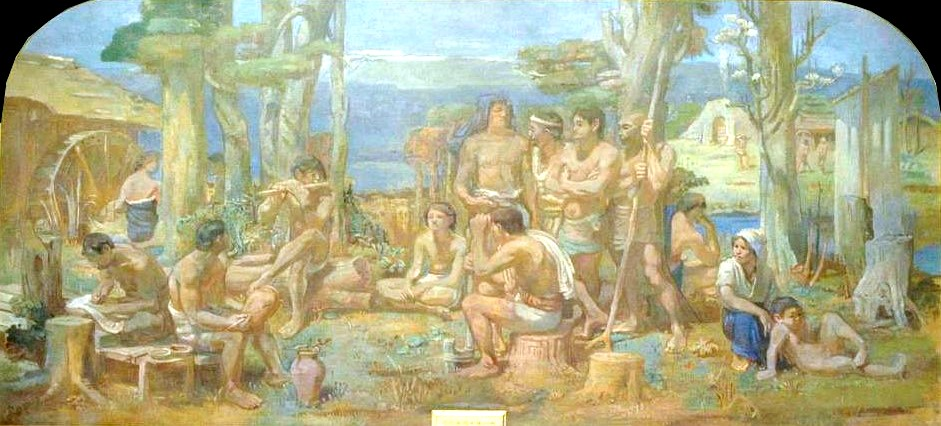
Wandbild (Universität Kyūshū)
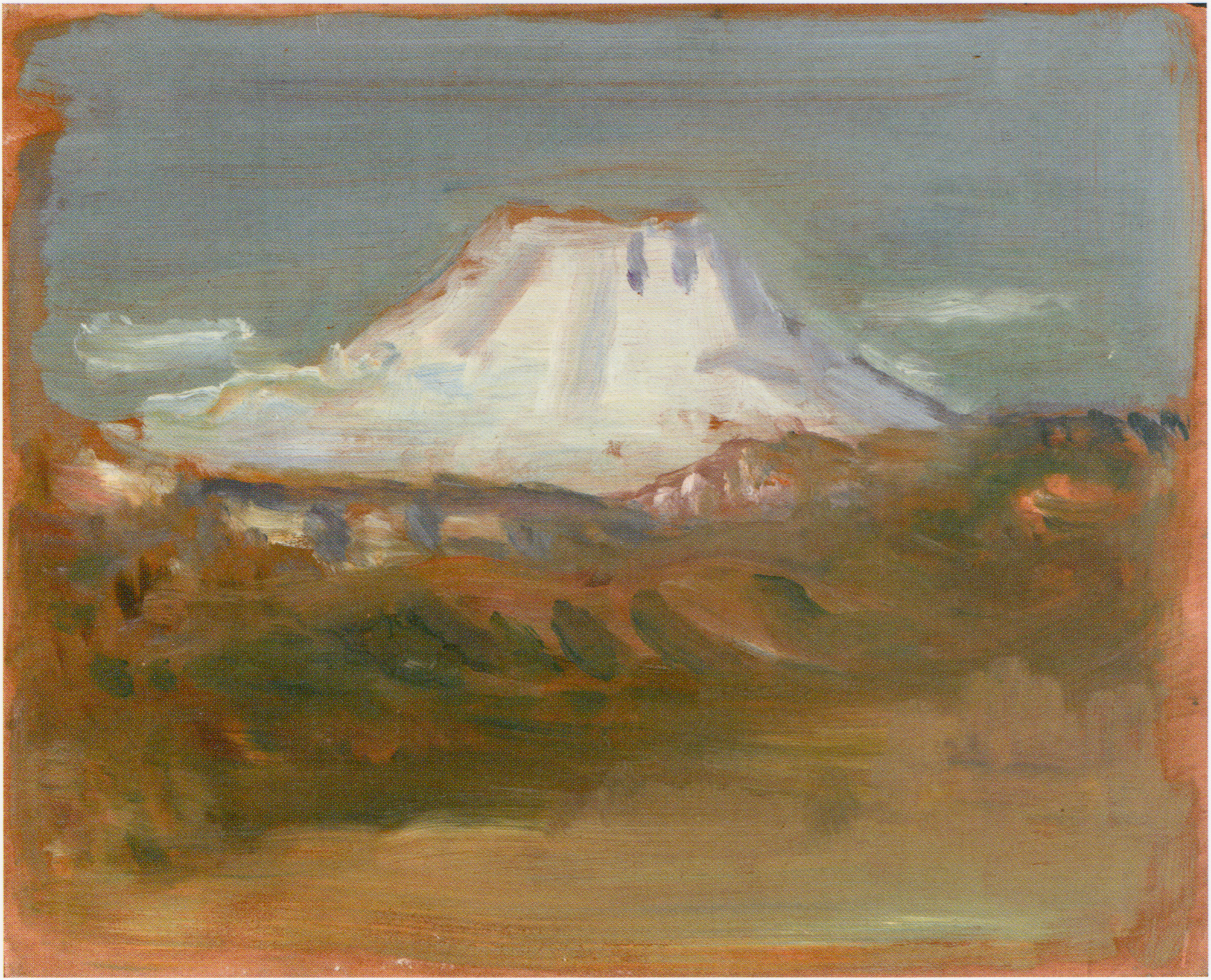
Berg Fuji, 1932
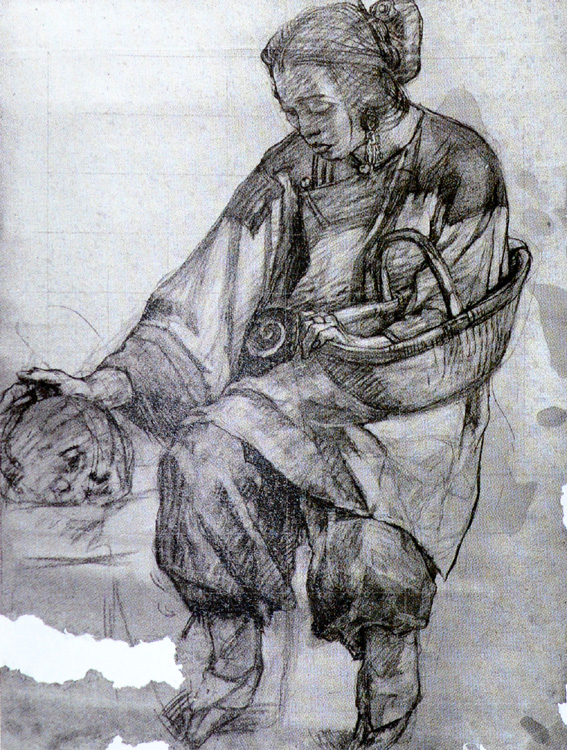
Zeichnung